# Championnat de Nouvelle-Calédonie de football 2010
Navigation
Édition précédente Édition suivante
La saison 2010 du Championnat de Nouvelle-Calédonie de football est la quinzième édition du championnat de première division en Nouvelle-Calédonie. Les quatre meilleurs clubs de Grande Terre et le champion des Îles Loyauté s'affrontent au sein d'une poule unique pour désigner le champion de Nouvelle-Calédonie.
C'est l'AS Mont-Dore qui remporte la compétition cette saison après avoir terminé en tête du classement, avec six points d'avance sur le tenant du titre, l’AS Magenta et quinze sur le Gaïtcha FCN. C'est le troisième titre de champion de Nouvelle-Calédonie de l'histoire du club.

## Compétition
Les classements sont basés sur le barème de points suivant : victoire à 4 points, match nul à 2, défaite à 1.

### Super Liguede Grande-Terre
| Rang | Équipe           | Pts | J  | G  | N | P | Bp | Bc | Diff |
| ---- | ---------------- | --- | -- | -- | - | - | -- | -- | ---- |
| 1    | AS Magenta'T'C   | 48  | 14 | 11 | 1 | 2 | 41 | 17 | +24  |
| 2    | AS Mont-Dore     | 44  | 14 | 10 | 0 | 4 | 56 | 27 | +29  |
| 3    | AS Lössi         | 39  | 14 | 8  | 1 | 5 | 29 | 24 | +5   |
| 4    | Gaïtcha FCN      | 36  | 14 | 6  | 4 | 4 | 27 | 28 | -1   |
| 5    | Hienghène Sports | 30  | 14 | 4  | 4 | 6 | 35 | 38 | -3   |
| 6    | Mouli Sport      | 27  | 14 | 4  | 1 | 9 | 28 | 40 | -12  |
| 7    | AS KuniéP        | 25  | 14 | 3  | 2 | 9 | 17 | 42 | -25  |
| 8    | JS BacoP         | 23  | 14 | 2  | 3 | 9 | 32 | 49 | -17  |

|  | Qualification pour la phase finale                                                                |
|  | T : Tenant du titre C : Vainqueur de la Coupe de Nouvelle-Calédonie P : Club promu en Super Ligue |

### Phase finale
Les quatre clubs de Grande Terre qualifiés retrouvent l'AS Kirikitr, champion des îles de la Loyauté.
| Rang | Équipe         | Pts | J | G | N | P | Bp | Bc | Diff |  | Résultats (▼ dom., ► ext.) | M-D | Mag | Gaï | Lös | Kir |
| ---- | -------------- | --- | - | - | - | - | -- | -- | ---- |  | -------------------------- | --- | --- | --- | --- | --- |
| 1    | AS Mont-Dore   | 32  | 8 | 8 | 0 | 0 | 28 | 14 | +14  |  | AS Mont-Dore               |     | 2-1 | 4-2 | 4-1 | 5-4 |
| 2    | AS Magenta'T'C | 26  | 8 | 6 | 0 | 2 | 20 | 12 | +8   |  | AS Magenta'T'C             | 0-2 |     | 3-1 | 4-1 | 3-2 |
| 3    | Gaïtcha FCN    | 17  | 8 | 3 | 0 | 5 | 20 | 22 | -2   |  | Gaïtcha FCN                | 3-5 | 1-3 |     | 2-3 | 3-2 |
| 4    | AS Lössi       | 14  | 8 | 2 | 0 | 6 | 14 | 24 | -10  |  | AS Lössi                   | 1-3 | 2-3 | 1-3 |     | 3-1 |
| 5    | AS Kirikitr    | 11  | 8 | 1 | 0 | 7 | 17 | 27 | -10  |  | AS Kirikitr                | 2-3 | 1-3 | 1-5 | 4-2 |     |

|  | Qualification pour la Ligue des champions de l'OFC 2011-2012                                      |
|  | T : Tenant du titre C : Vainqueur de la Coupe de Nouvelle-Calédonie P : Club promu en Super Ligue |

## Bilan de la saison
| Championnat de Nouvelle-Calédonie de football 2010 |                         |
| Champion                                           | AS Mont-Dore (3e titre) |
| Coupes et trophées                                 |                         |
| Vainqueur de la Coupe de Nouvelle-Calédonie 2010   | AS Magenta              |
| Qualifications continentales                       |                         |
| Ligue des champions de l'OFC 2011-2012             | AS Mont-Dore            |
| Promotions et relégations                          |                         |
| Promus en Super Ligue                              | AS Thio Sports          |
| Relégués en Promotion d'Honneur                    | JS Baco                 |